# Torre della Pallata
La torre della Pallata, meglio conosciuta come la Pallata, è una torre in blocchi di pietra (calcare di Botticino e medolo) di origine medievale alta circa 32 metri, che si trova nel centro storico di Brescia.

## La torre

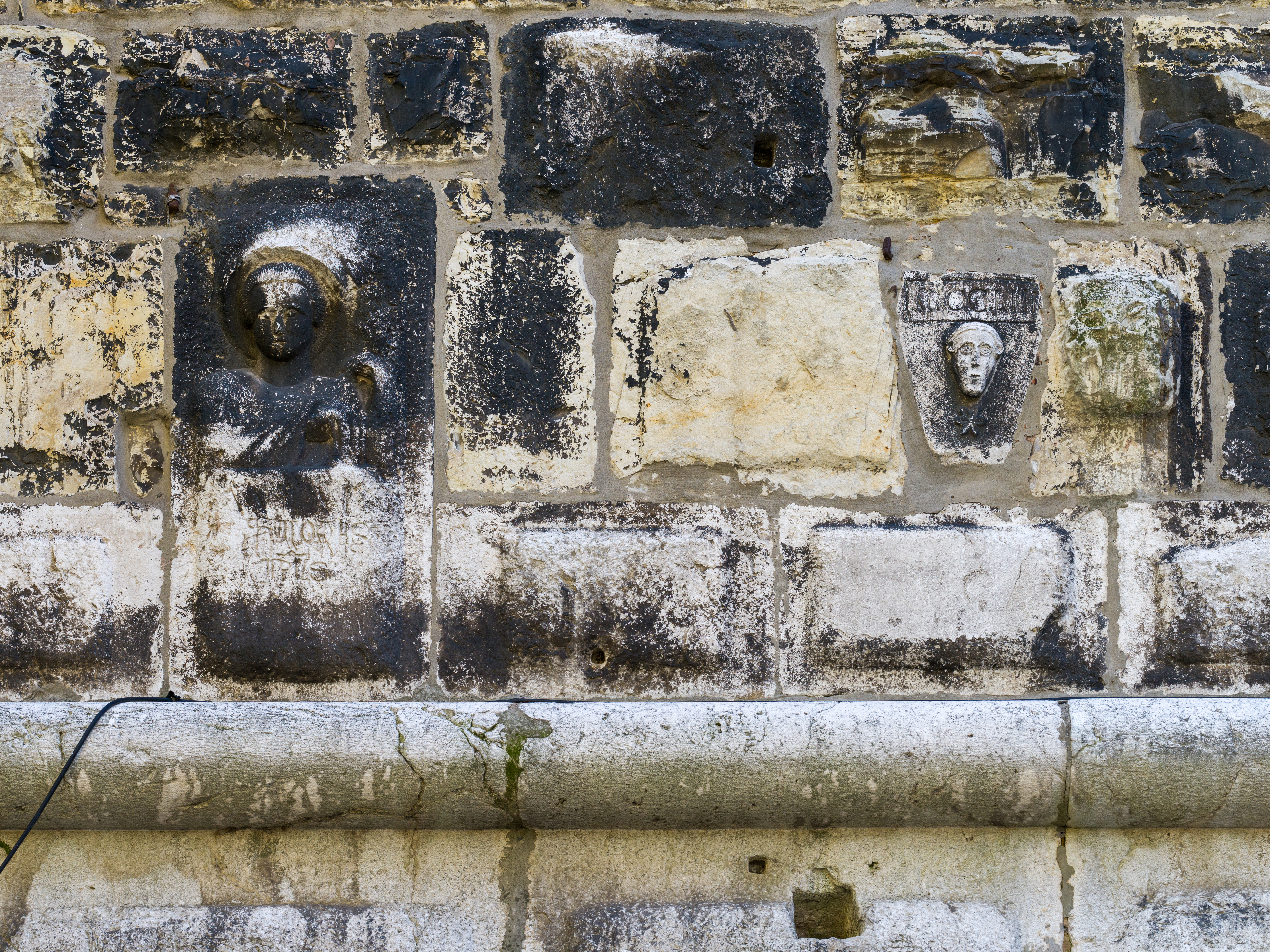
Rilievo di busto di santo e capitello con testina e fiore, data MCCLIII (1253) sulla facciata settentrionale della torre.

La torre fu costruita nel 1254 nel quartiere bresciano di San Giovanni, è a basamento quadrato in pietra di Botticino a protezione della Porta di San Giovanni posta sulla prima cinta muraria medioevale. È l'unica struttura fortilizia di questa cinta sopravvissuta fino ad oggi.
Il nome "pallata" proviene da una palizzata eretta come difesa.
Dopo l'assedio del 1311 di Enrico VII di Lussemburgo la torre fu utilizzata per altre funzioni tra cui quella di contenere la cassa del Comune, come possono testimoniare fatti quali il saccheggio del Tesoro del Monte di Pietà, che era custodito all'interno della Pallata.
Nel XV secolo vengono aggiunti altri elementi ornamentali, quali l'orologio nel 1461, o nella parte superiore, i merli in cotto e la torricella, aggiunti tra il 1476 e il 1481.

## La fontana

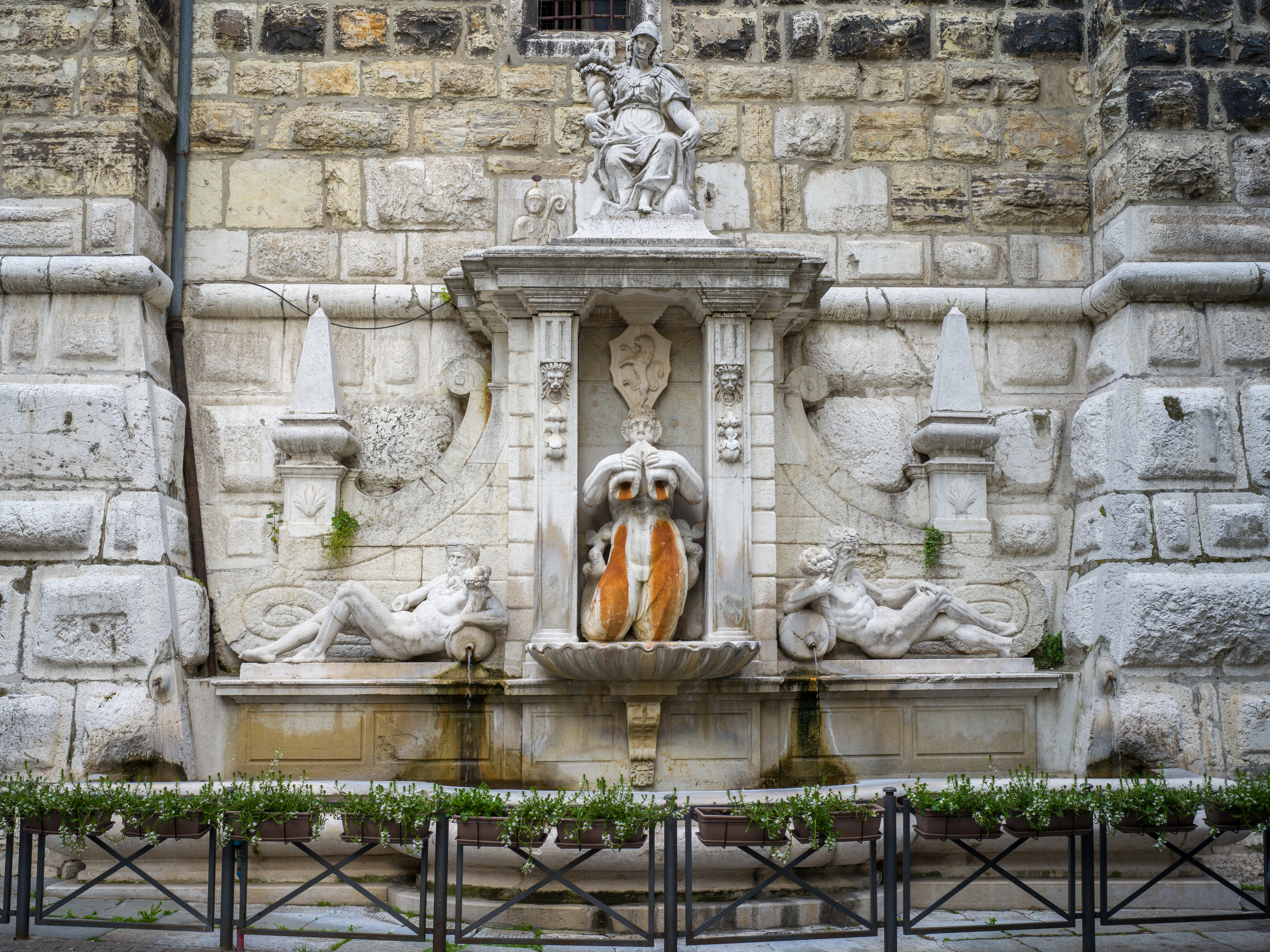
La fontana della Pallata o fontana dei fiumi

Sul lato occidentale della torre è presente dal 1597 la fontana dei fiumi realizzata da Antonio Carra, architetto trentino, e dal veronese Valentino Bonesini, su progetto di Pier Maria Bagnadore.
La fontana è formata da una composizione architettonica nella quale sono inserite quattro statue allegoriche, di cui le due in basso rappresentano le divinità dei due fiumi principali di Brescia: il Mella (a sinistra) e il Garza (a destra). Altre versioni attribuiscono queste due figure alle allegorie rispettivamente del lago di Garda e del lago d'Iseo.
La resistenza dei suoi elementi decorativi, rimasti inalterati nei secoli, forse per la fama goduta da questo elemento architettonico,  lancia un'ulteriore ipotesi sulla sua denominazione. Il nome "Pallata" infatti verrebbe fatto risalire ad una deformazione del nome Pallade, cioè la dea Atena, forse per la presenza di materiale di epoca romana riutilizzato per la sua costruzione.